# Yuneec Typhoon H
Yuneec Typhoon H („H“ für Hexa) ist die Bezeichnung für ein Modellflugzeug (unbemanntes Luftfahrzeug) des chinesischen Herstellers Yuneec. Serienmäßig mit einer Kamera ausgestattet, gehört der Typhoon H zu den Kameradrohnen. Erstmals auf dem Markt erschien der Typhoon H im April 2016.

## Beschreibung
Der Typhoon H ist ein Multikopter, der über sechs Propeller verfügt. Als solcher ist er der Unterart „Hexakopter“ zuzuordnen. Die Reichweite der Videoübertragung zum Piloten (bzw. dessen Fernbedienung) beträgt unter optimalen Bedingungen bis zu 1600 m. Die von Werk aus eingestellte maximale Aufstiegshöhe beträgt 122 m. Diese Höhenbeschränkung ist über eine Software änderbar und beträgt im Maximalfall 1000 m. Ungeachtet der technischen Möglichkeiten, die maximale Aufstiegshöhe zu verändern, unterliegt der Typhoon H, wie alle Drohnen, der gesetzlichen Auflage, die in Deutschland eine maximale Höhe von 120 Metern vorschreibt.
Betrieben wird der Typhoon H mit einem Lithium-Polymer-Akku, mit dem eine Flugdauer von etwa 22 Minuten erreicht werden kann. Die Ladezeit beträgt etwa 2,5 Stunden. Die zugehörige Fernbedienung „ST 16“ wird ebenfalls durch einen Akku betrieben. Die Fernbedienung ST 16 besitzt einen 7"-Bildschirm, auf dem die Bilder der Kopterkamera in Echtzeit angezeigt werden.
Das Landegestell des Kopters ist nach dem Abheben ferngesteuert hochklappbar; dies ermöglicht der unter dem Kopter angebrachten Kamera eine freie Rundumsicht bei einer 360-Grad-Drehung.
Das flugbereite Eigengewicht (inkl. Akku) bleibt mit 1,9 Kilogramm knapp unter einer Zwei-Kilogramm-Grenze. Die Höchstgeschwindigkeit über Grund (Groundspeed) beträgt etwa 70 km/h bei deaktiviertem GPS. Mit aktiviertem GPS beträgt die Höchstgeschwindigkeit über Grund etwa 45–50 km/h. Im sogenannten FollowMe - Modus sind ebenfalls 70 km/h möglich.
Verschiedenfarbene Positionslichter an den Unterseiten der Propellerarme dienen dem Piloten zur Orientierung über die Ausrichtung des Kopters in der Luft.
- Front-LED's = Weiß (Blinken bedeutet OBS ist eingeschaltet)
- Heck-LED's = Rot
- LED links = blau
- LED rechts = grün

Außerdem zeigen alle Positionsleuchten, wenn sie blinken, an, dass eine Akkuwarnung ausgegeben wurde (niedriger Akkustand = landen)

## Flugmodi
- Standard (Angle): Sämtliche Richtungsänderungen sind relativ zur Front des Kopters
- Intelligent (Smart): Sämtliche Richtungsänderungen sind relativ zum Standort des Piloten, des Weiteren hält er beim Landen einen Sicherheitsabstand zum Piloten ein
- Home: Kopter kehrt zum Startpunkt zurück und landet innerhalb eines Radius von etwa 8 Metern[5]
- Team: Im Teammodus steuern zwei Personen den Kopter. Während die eine Person für den Flug zuständig ist, steuert eine andere die Kamerafunktionen. Dazu ist entweder eine zweite Fernbedienung notwendig oder der in der „Pro-Version“ mitgelieferte „Wizard“.
- FollowMe/WatchMe: Im (Smart) gibt es außerdem die Option, den Copter der Fernsteuerung zu folgen zu lassen (FollowMe) und zusätzlich die Kamera ebenfalls auf die Fernsteuerung auszurichten (WatchMe). Beim Typhoon H mit installiertem RealSense - Modul ist es außerdem noch möglich, durch zuschalten des Antikollisionsystems, dass der Copter der Fernsteuerung folgt und gleichzeitig autonom Hindernissen ausweicht und eigenständig eine geeignete Route berechnet.

## Flugprogramme
Neben dem Standardflugmodus bietet die Software diverse vorprogrammierte Flugmanöver:
- POI (Point of Interest): Kopter kreist um einen gewählten Punkt mit einem Radius gewünschter Länge, wobei die Kamera immer auf die Mitte gerichtet ist (automatische Drehung)
- Orbit: Kopter kreist um den Standort des Piloten
- Journey: Kopter entfernt sich 30 m vom Pilotenstandort, verharrt dort einen Moment und kehrt dann wieder zurück
- CCC: Im Cable-Curve-Cam-Modus fliegt der Kopter vorher vom Piloten definierte Orte selbsttätig nacheinander an[6]

## Sicherheitsmechanismen
- Obstacle Avoid: Im zuschaltbaren Modus „Obstacle Avoid“ (Hinderniserkennung/Vermeidung) ist die Fluggeschwindigkeit des Copters stark reduziert, während Sonarsensoren an seiner Front die Flugumgebung nach vorne beobachten. Der Copter stoppt in diesem Modus automatisch in der Luft, wenn er gegen ein Hindernis zu fliegen droht und verharrt an dieser Stelle.[7]
- Akkuwarnung: Der Copter zeigt ab 14,3 V durch Blinken aller Positionsleuchten an, dass der Akkustand niedrig ist und umgehend gelandet werden soll. Die ST16 zeigt das ebenfalls mit einem PopUp an und vibriert gleichzeitig.
- Notlandung: Sobald der Akkustand unter 13,9 V fällt, beginnt der Typhoon H automatisch mit einer Notlandung, das ebenfalls auf der Fernsteuerung angezeigt wird. In diesem Modus ist der Copter nur noch bedingt zu steuern (kleine Korrekturen der Landeposition).
- Fail-Safe: Falls der Copter den Funkkontakt zum Piloten verliert, kehrt er automatisch zu seinem Startpunkt zurück und landet.
- Im Flugmodus „Smart“ hält der Copter einen Mindestabstand von etwa 8 m zum Piloten ein, selbst wenn dieser versucht, ihn näher an sich heranzusteuern.

## Fernbedienung „ST 16“

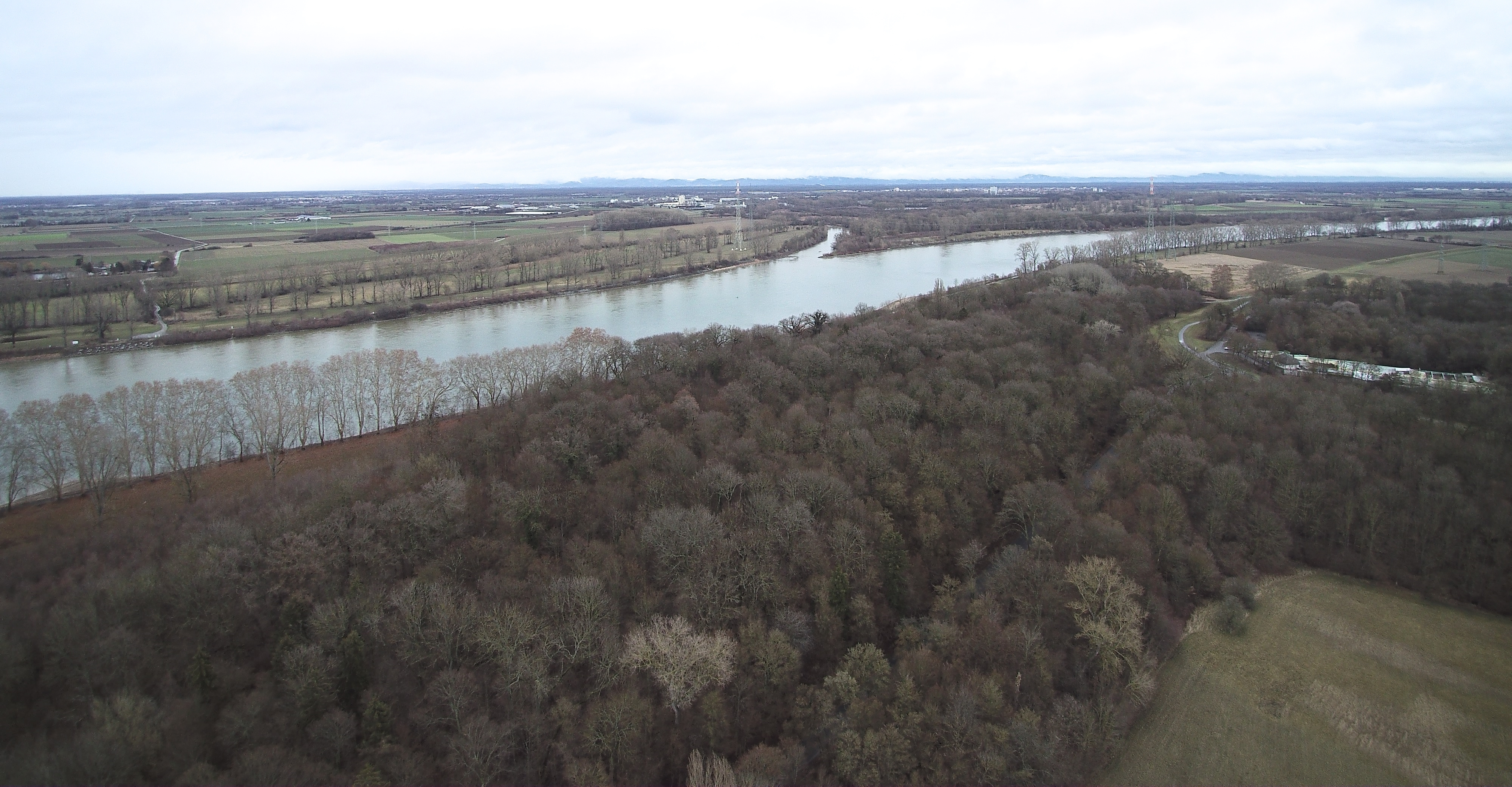
Kameraaufnahme eines Typhoon H aus einer Höhe etwa 100 Metern

Die im Lieferumfang enthaltene Fernbedienung hat je nach Ausführung zwei bzw. drei Antennen, wobei eine für die Videoübertragung zuständig ist und eine (bzw. die beiden anderen) zur Flugsteuerung. Die Fernbedienung basiert auf einem 7"-Android-Tablet und bietet diverse Einstell- und Steuermöglichkeiten, unter anderem die Neigung und Schwenkung der Kamera, das Aus- und Einklappen des Landegestells, die Höhe, Richtung und Geschwindigkeit des Kopters und das Gieren. Des Weiteren zeigt das Display flugrelevante Daten an, beispielsweise die Höhe des Kopters, seine Entfernung zum Standort des Piloten, die Geschwindigkeit über Grund, ein Echtzeitbild der Kopterkamera und den Kameramodus (Foto- bzw. Filmmodus). Auch bietet die Fernbedienung zwei separate Tasten zum Auslösen der Fotokamera und zum Starten und Beenden von Videos. Des Weiteren bietet sie Einstellmöglichkeiten zum Regeln der Reaktionsschnelligkeit des Kopters im Flug (für Anfänger bzw. fortgeschrittene Piloten). Das Tablet kann auch als „normaler“ Computer benutzt werden, hierfür stehen diverse vorinstallierte Programme zur Verfügung, beispielsweise ein Browser. Die Verbindung zum Internet wird über ein eingebautes WiFi-Modul hergestellt.

## Kamera
Zum Lieferumfang des Typhoon H gehört die bereits ab Werk montierte Kamera „CGO3+“. Diese nimmt Einzelbilder mit 12 MP auf, bei einem Öffnungswinkel von 115 Grad und einer maximalen Bildrate von 120 fps (im Videomodus). Die Videofrequenz der Bildübertragung zum Piloten findet auf 5,8 GHz statt, in Abgrenzung zur Sendefrequenz der Koptersteuerung, welche auf einem 2,4-GHz-Band mit 16 Kanälen stattfindet. Die Bildauflösung ist im Videomodus herabgesetzt, in dem sie in 4k mit maximal 25 fps UHD mit maximal 30FPS Filmsequenzen auf der eingesteckten microSD-Karte abspeichert, die eine Kapazität von bis zu 128 GB besitzen kann.
Weiterhin ist noch die CGO-ET (Restlicht- und Wärmebildkamera) am Typhoon H nutzbar. Die CGO-ET kann RGB-Bild in FullHD mit 30FPS aufnehmen und hat einen Wärmebildsensor der interpoliert 160x120px Wärmebild auf der Fernsteuerung anzeigen kann.

## Ausführungen
- Typhoon H: Hexacopter, 12-MP-Kamera und 4K-Videoaufnahmen mit 12GB Micro-SD Karte, einem Akku, ST16 - Bodenstation mit Sonnenblende, Ladezubehör
- Typhoon H Pro: Wie zuvor, jedoch mit zweitem Flugakku, Rucksack und separater Fernsteuerung „Wizard“[10]
- Typhoon H with RealSense: Wie Typhoon H Pro nur zusätzlich mit installierten RealSense - Modul und Umhängegurt für die ST16 - Bodenstation
- Typhoon H Plus: Verbesserte Kamera mit 1" Sensor und 20 Megapixeln, geringeres Gewicht, höherer Windwiderstand